# 2024 en badminton
| Années du badminton : 2021 - 2022 - 2023 - 2024 - 2025 - 2026 - 2027    |
| Décennies du badminton : 1990 - 2000 - 2010 - 2020 - 2030 - 2040 - 2050 |

Cet article présente les faits marquants de l'année 2024 en badminton.

## Évènements

### Jeux olympiques
- Badminton aux Jeux olympiques d'été de 2024 :
  - Simple hommes de badminton aux Jeux olympiques d'été de 2024
  - Simple dames de badminton aux Jeux olympiques d'été de 2024
  - Double hommes de badminton aux Jeux olympiques d'été de 2024
  - Double dames de badminton aux Jeux olympiques d'été de 2024
  - Double mixte de badminton aux Jeux olympiques d'été de 2024

### Jeux paralympiques
- Badminton aux Jeux paralympiques d'été de 2024
  - Simple hommes WH1 aux Jeux paralympiques d'été de 2024
  - Simple hommes WH2 aux Jeux paralympiques d'été de 2024

### Championnats continentaux
- Championnats d'Europe individuels 2024 (à Sarrebruck) et par équipes (à Łódź)
- Championnats d'Asie de badminton 2024 individuels (à Ningbo) et par équipes (à Shah Alam)
- Championnats panaméricains de badminton 2024 individuels (à Cuidad de Guatemala) et par équipes (São Paulo)
- Championnats d'Afrique de badminton 2024 individuels et par équipes (Le Caire)
- Championnats d'Océanie de badminton 2024 individuels et par équipes (à Geelong)

### Autres compétitions majeures
- Thomas Cup & Uber Cup 2024
- Saison 2024 du BWF World Tour
- Badminton aux Jeux africains de 2023 (décalés en 2024)